# Sydafrika i olympiska sommarspelen 1920
Sydafrika deltog med 39 deltagare vid de olympiska sommarspelen 1920 i Antwerpen. Totalt vann de tre guldmedaljer, fyra silvermedaljer och tre bronsmedaljer.

## Medaljer

### Guld
- Clarence Walker - Boxning, bantamvikt.
- Bevil Rudd - Friidrott, 400 meter.
- Louis Raymond - Tennis.

### Silver
- Henry Kaltenbrun - Cykling, tempolopp.
- William Smith och James Walker - Cykling, tandem.
- Henry Dafel, Clarence Oldfield, Jack Oosterlaak och Bevil Rudd - Friidrott, 4 x 400 meter stafett.
- David Smith, Robert Bodley, Ferdinand Buchanan, George Harvey och Frederick Morgan - Skytte.

### Brons
- James Walker, Sammy Goosen, Henry Kaltenbrun och William Smith - Cykling, lagförföljelse.
- Bevil Rudd - Friidrott, 800 meter.
- Charles Winslow - Tennis.